# Hugo van Vliet
Hugo Emert Wilhelmus van Vliet (Paramaribo, 22 mei 1911 – Amsterdam, 5 augustus 1986) was een Surinaams vakbondsman, activist en publicist. Hij publiceerde pamfletten onder het pseudoniem Modeka en speelde een rol in het Hongeroproer van 1931 in Paramaribo.

## Biografie
Van Vliet was vanaf circa 1928 actief in de vakbeweging en schreef pamfletten onder het pseudoniem Modeka. Tijdens het Hongeroproer van 28 en 29 oktober 1931 trad hij op als medeorganisator en woordvoerder.
Van Vliet werd op 29 januari 1931 voor het eerst zonder  medische diagnose vastgezet in de psychiatrische inrichting Wolfenbüttel; hij kwam vrij op 31 maart 1931. Op 4 januari 1932 werd hij als een van de leiders van het Hongeroproer opnieuw opgepakt en opnieuw naar Wolfenbüttel overgebracht; zijn vrijlating volgde op 27 juli 1933, mede door bemiddeling van Anton de Kom.
In 1938 vertrok Van Vliet naar Curaçao, waar hij actief bleef binnen de vakbeweging. Later verhuisde hij naar Aruba, alwaar hij betrokken was bij de grote Lago-staking van augustus 1951. Kort na deze staking  werd hij gedwongen teruggestuurd naar Suriname; in januari 1952 vertrok hij naar Amsterdam, waar hij zich blijvend vestigde.
In 1980 ontmoette Van Vliet opnieuw Louis Doedel, die toen 43 jaar geïnterneerd bleek te zijn geweest in Wolfenbüttel.

## BVD-dossier
Van Vliet bleef onderwerp van observatie door de Binnenlandse Veiligheidsdienst (BVD). Het BVD-dossier met nummer 13036 werd in oktober 2023 via het Nationaal Archief vrijgegeven en bevat verslaglegging over zijn netwerken, publicaties en activiteiten.

## Publicaties
- Kleine pijpen stelen, maar grote pijpen stelen meer. (onder pseudoniem Modeka) – datum onbekend.

## Betekenis en nalatenschap
De vrijgave van de BVD-stukken in 2023 leidde tot hernieuwde aandacht voor Van Vliets rol in de arbeiders- en antikoloniale bewegingen. In 2025 verscheen het boek Modeka 13036, dat zijn leven reconstrueert aan de hand van archiefonderzoek, familieverhalen en journalistiek speurwerk.
In de parlementaire behandeling van de Surinaamse begroting 1932 werd verslag gedaan van de „ongeregeldheden” in Paramaribo, waarmee Van Vliets context en de koloniale respons zijn gedocumenteerd.

## Tijdlijn
- ca. 1928–1930 — Actief in vakbondsactiviteiten; schrijft pamfletten als Modeka.
- 28–29 okt 1931 — Hongeroproer Paramaribo; medeorganisator/woordvoerder.[1]
- 29 jan 1931 — Eerste internering Wolfenbüttel (Paramaribo); vrij 31 mrt 1931.
- 4 jan 1932 — Tweede internering Wolfenbüttel (Paramaribo); vrij 27 jul 1933.
- 1938 — Vertrek naar Curaçao; vakbondsactiviteiten.
- aug 1951 — Actief rond de grote Lago-staking op Aruba; kort daarop gedwongen terug naar Suriname.[4]
- jan 1952 — Vertrek naar Amsterdam.
- 1980 — Herontmoeting met Louis Doedel; diens 43 jaar internering wordt duidelijk.
- okt 2023 — Vrijgave BVD-dossier 13036 (Nationaal Archief).[5]
- jul 2025 — Publicatie Modeka 13036 (Lentor; eigen beheer).[6]